# Gallaratese (territorio)
Il Gallaratese (Galaratees in dialetto varesotto), corrisponde alla zona dell'Altomilanese, comprendente Gallarate ed alcuni comuni limitrofi, situati principalmente lungo il corso del torrente Arno.
Il Gallaratese, comprende parzialmente l'Aeroporto Intercontinentale della Malpensa. Il territorio ha una popolazione di oltre 150 000 abitanti.

## Comuni del Gallaratese
Gallarate
Cassano Magnago
Samarate
Cavaria con Premezzo
Cardano al Campo
Oggiona con Santo Stefano
Jerago con Orago
Albizzate
Solbiate Arno
Arsago Seprio
Besnate
Casorate Sempione
Sumirago